# Anchicyclocheilus halfibindus
Anchicyclocheilus halfibindus är en fiskart som beskrevs av Li och Lan 1992. Anchicyclocheilus halfibindus ingår i släktet Anchicyclocheilus och familjen karpfiskar. Inga underarter finns listade i Catalogue of Life.